# 澱山湖大道駅
座標: 北緯31度8分10.2秒 東経121度4分37.8秒 / 北緯31.136167度 東経121.077167度
淀山湖大道駅（でんさんこだいどうえき）は中華人民共和国上海市青浦区に位置する上海地下鉄17号線の駅である。

## 駅構造
島式ホームの地下駅。

## 歴史
- 2017年12月30日 - 開業。

## 隣の駅
上海軌道交通
■17号線
漕盈路駅 - 淀山湖大道駅 - 朱家角駅